# Charles Dionne
Charles Dionne (* 15. März 1979 in Saint-Rédempteur) ist ein ehemaliger kanadischer Radrennfahrer.
Charles Dionne begann seine internationale Karriere 2001 beim US-amerikanischen Radsportteam 7 UP. 2003 wechselte er zum Saturn Cycling Team. Er gewann für dieses Team 2002 eine Etappe beim Redlands Bicycle Classic und konnte diesen Triumph auch 2003 und 2004 wiederholen. Mittlerweile bei Webcor unter Vertrag gewinnt er auch eine Etappe bei dem heimischen Rennen GP de Beauce. Auch diesen Erfolg konnte er 2005 und 2009 wiederholen. Im Jahr 2007 wurde er US-amerikanischer Kriteriumsmeister.
2006 fuhr Dionne für das spanische UCI ProTeam Saunier Duval-Prodir, war in den Folgejahren aber wieder für kleinere Teams aktiv. Er beendete seine internationale Karriere 2010 beim australischen Continental Team Fly V Australia.

## Erfolge (Auswahl)
2002
- eine Etappe Redlands Bicycle Classic

2003
- eine Etappe Redlands Bicycle Classic

2004
- eine Etappe Redlands Bicycle Classic
- eine Etappe Tour de Beauce

2005
- eine Etappe Tour de Beauce

2007
- US-Meister Kriterium

2009
- eine Etappe Tour de Beauce

## Teams
- 1999 Shaklee-Degree Radio Energie
- 2001 7 UP-Colorado Cyclist
- 2002 7 UP-NutraFig
- 2003 Saturn Cycling Team
- 2004 Webcor
- 2005 Webcor Builders
- 2006 Saunier Duval-Prodir
- 2007 Colavita-Sutter Home
- 2008 Successfulliving.com
- 2009 Fly V Australia
- 2010 Fly V Australia